# Florian Leon Kotowski
Florian Leon Kotowski herbu Pomian (ur. ok. 1660, zm. 1704) – marszałek mozyrski - 1693, chorąży - 1688, podkomorzy i poseł mozyrski na sejmy, w latach 1688, 1693, 1695 i 1699. 
Zginął pod Kirszporkiem w 1704 roku. Jego ojcem był Konstanty Kotowski, miał też starszego brata Hieronima Konstantego Kotowskiego. 